# Université nationale de Kharkiv
L'université nationale de Kharkiv ou de Kharkov, sise dans la ville de Kharkiv (Kharkov), est une des principales universités d'Ukraine, et précédemment de l'empire russe et de l'Union soviétique.

## Histoire

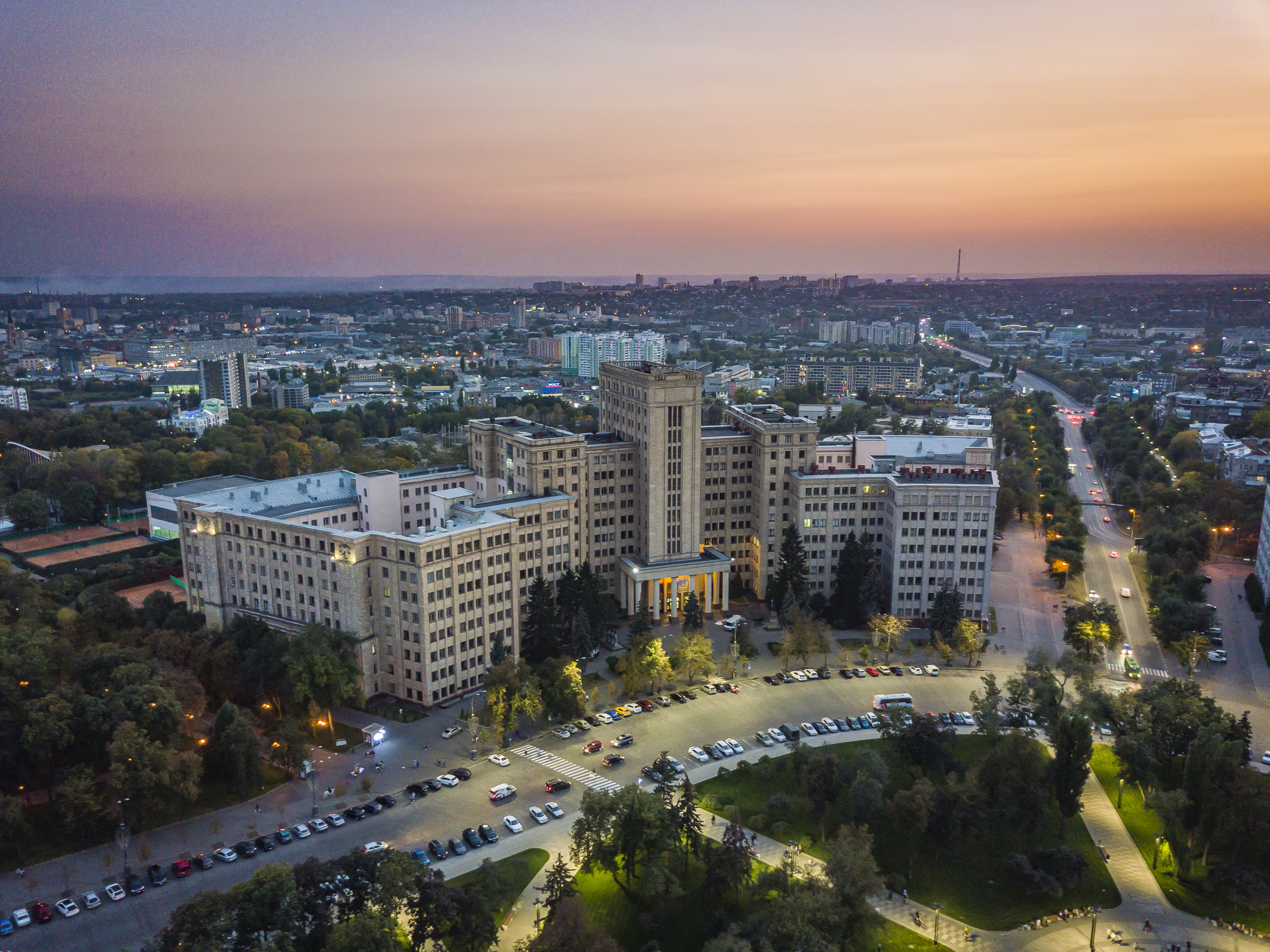
Université nationale de Kharkiv.

Elle a été fondée en 1804 grâce aux efforts de Vassili Karazine (dont l'université porte le nom depuis 1996), devenant la deuxième université en âge d'Ukraine après l'université de Lviv. Elle se trouve en plein centre-ville, sur la place de la Liberté (ancienne place Dzerjinskii), à côté du célèbre immeuble "Derjprom" chef-d'œuvre du constructivisme des années vingt du XXe siècle.
Pendant la Seconde Guerre mondiale, les deux immeubles ont brûlé, il ne restait que les murs sur toute la hauteur du bâtiment. Après la guerre, Derjprom a été reconstruit dans sa configuration initiale, tandis que l'université (qui était avant la guerre une « Maison des Projets », soit un rassemblement des grands bureaux d'études) a été reconstruite pendant les années 1950 en un bâtiment plus ou moins « moderne », mais Nikita Khrouchtchev, pour des raisons économiques, a interdit d'installer une aiguille sur son toit comme cela se faisait à l'époque sur les grands immeubles staliniens (par exemple sur l'université de Moscou).
Le 2 mars 2022, dans le cadre de l'invasion de l'Ukraine, l'université est touchée par un tir de missile visant les locaux adjacents de la police régionale et provoquant un incendie.

## Organisation
Il y a seize facultés dans cette université :
- faculté de biologie
- faculté  de géologie et de géographie
- faculté  d'économie
- faculté  des langues étrangères
- faculté  d'histoire
- faculté  de mathématiques et de génie mécanique
- faculté  de physique radio
- faculté  de sociologie
- faculté  de physique et technologie
- faculté  de physique
- faculté  de philologie
- faculté  de médecine fondamentale
- faculté  de chimie
- l'école de formation complémentaire professionnelle
- le centre international d'éducation pour les étudiants
- faculté de psychologie

## Étudiants
Parmi les étudiants de l'université, figurent trois prix Nobel :
- Ilya Ilitch Metchnikov (médecine, 1908) ;
- Lev Landau (physique, 1962) ;
- Simon Kuznets[3],[4],[5],[6],[7],[8] (économie, 1971).

Parmi les autres étudiants notables, figurent notamment :
- Oleg Fissounenko, géologue ;
- Orest Somov, poète, traducteur et journaliste ;
- Iryna Venediktova, étudiante puis professeure de droit ;
- Ossip Bernstein ;
- Joseph Pojariskiy (1875-1919), professeur pathologiste ;
- Leonid Berlyand, mathématicien ukrainien soviétique et américain.

## Professeurs
- Nikolaï Beketov (1827-1911), professeur de chimie.
- Dmytro Bahalii et recteur entre 1906 et 1910.
- Natalia Zabila, poétesse.
- Andreï Krasnov (1862-1914), professeur de géographie et de botanique.
- Ignace Henri Malo (1819-1884), professeur d'origine française.
- Aleksandr Potebnia (1835-1891), linguiste et philosophe du langage.
- Irina Jerebkina (1959-), philosophe.
- Olena Derevianko (1974), professeure de communications.

## Bâtiments
Le bâtiment principal du 6 de l'avenue Liberté est au registre national des monuments immeubles d'Ukraine.

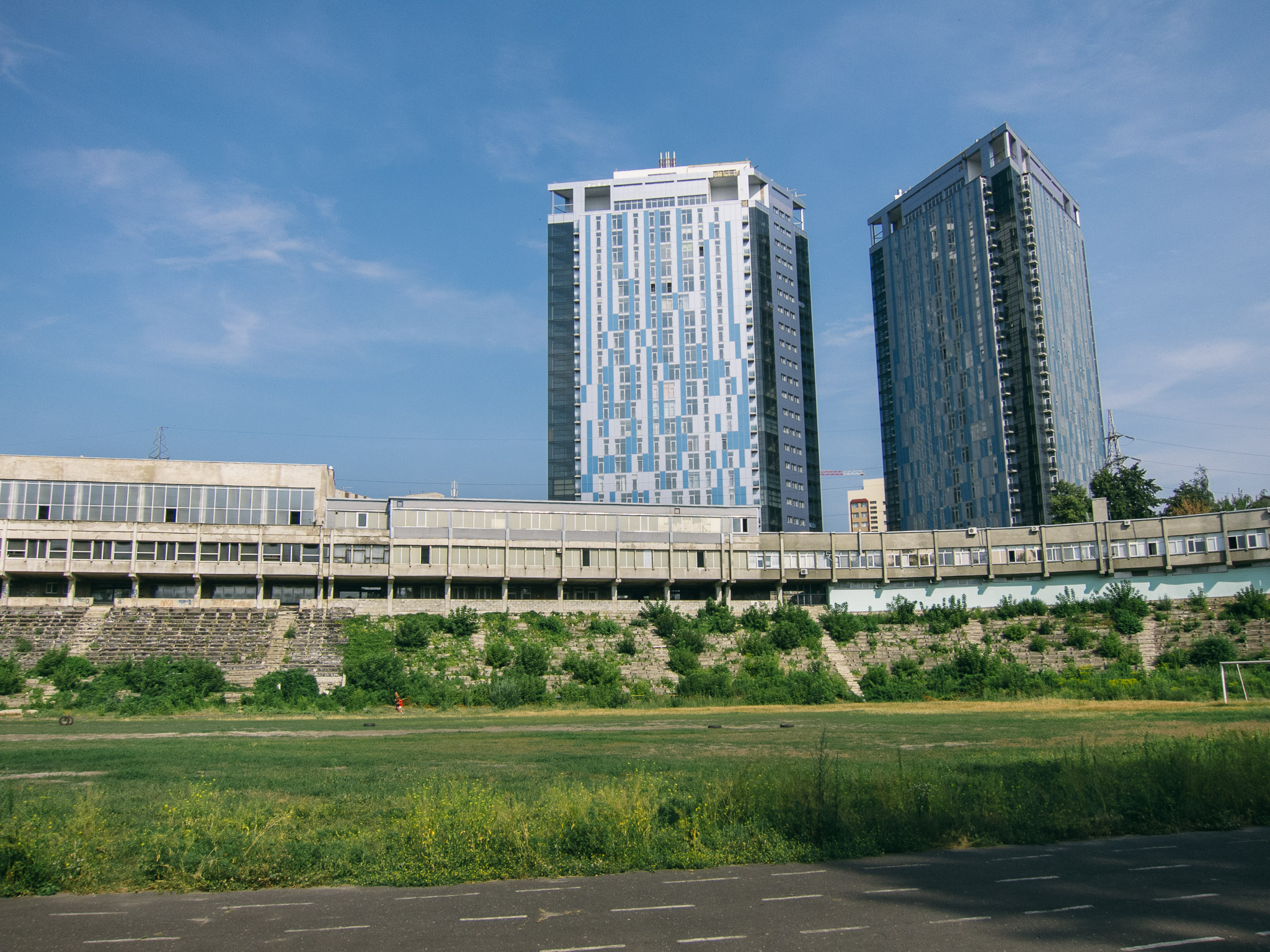
Le stade Karasinsky.
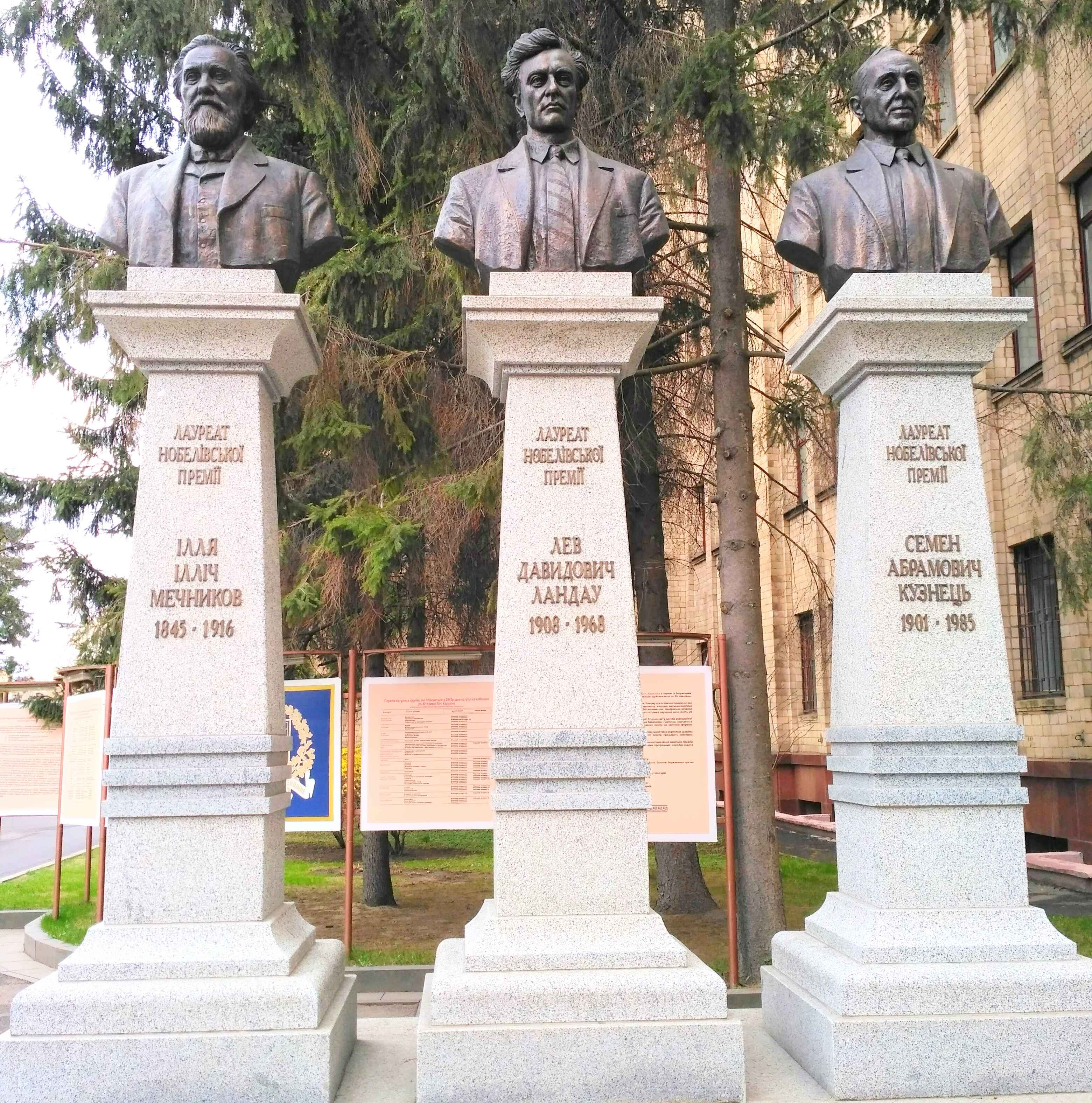
Le monument aux nobels, Lev Landau.
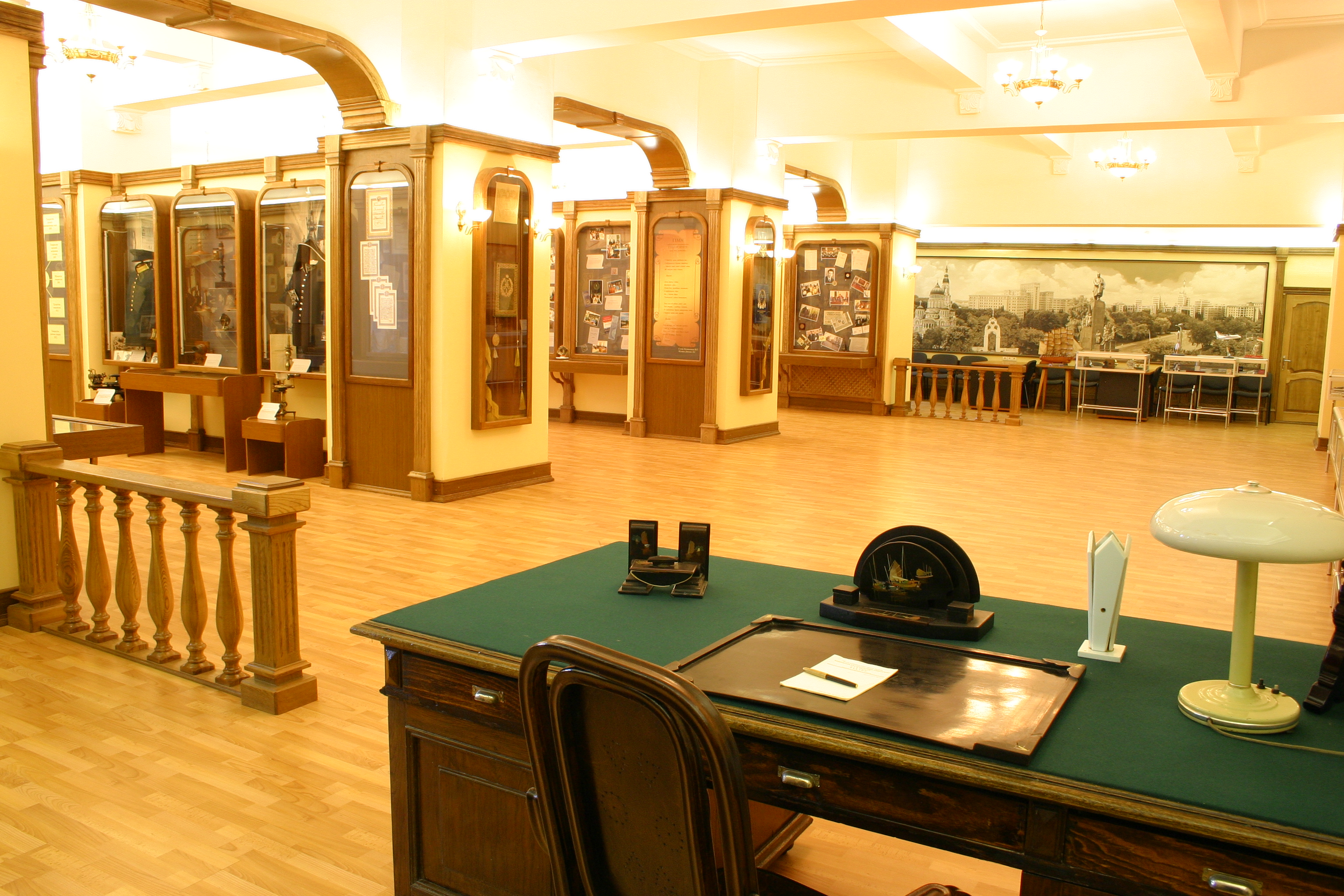
Le musée de l'université.
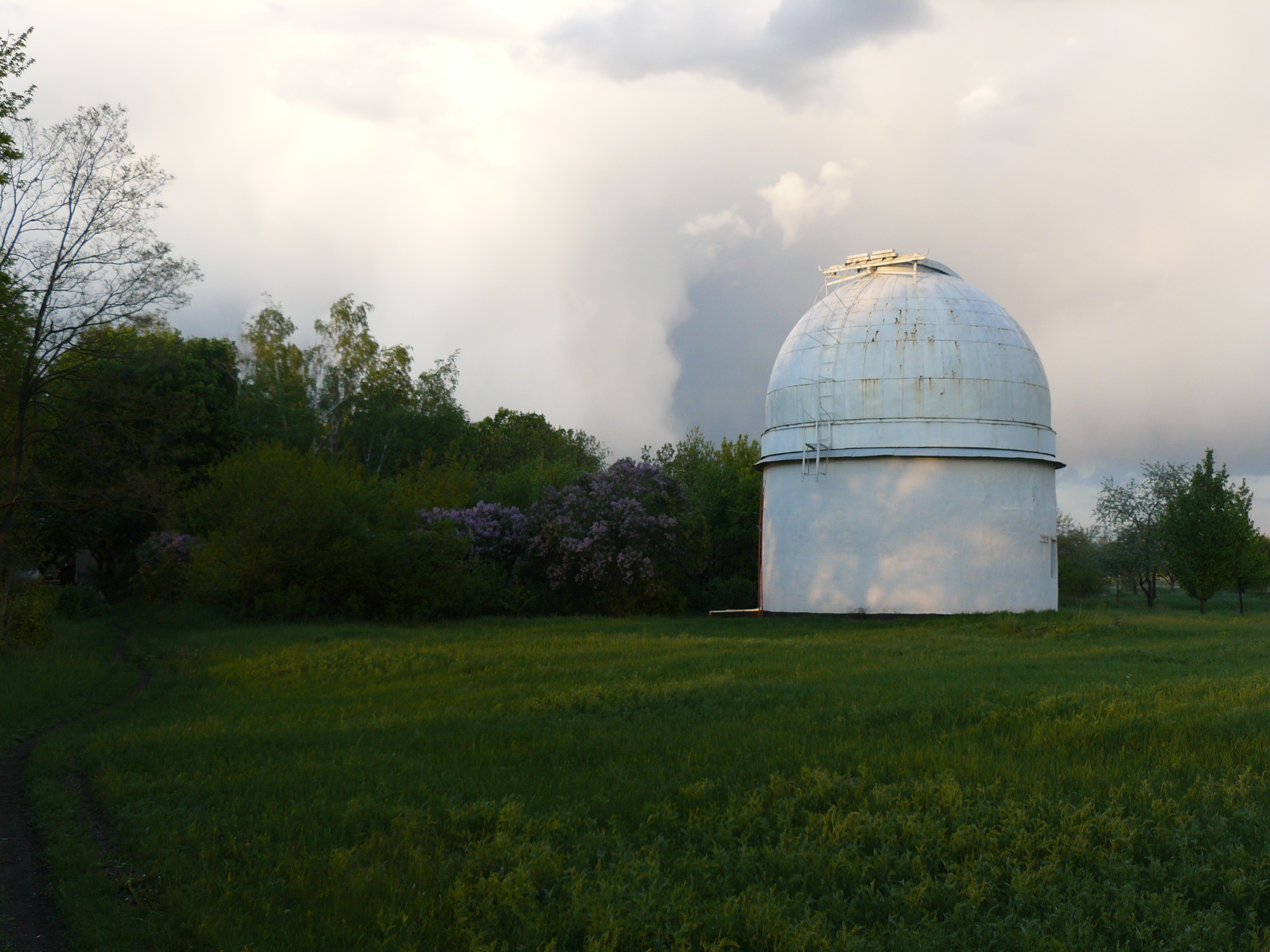
L'observatoire Grakovo (Tchouhouïv)
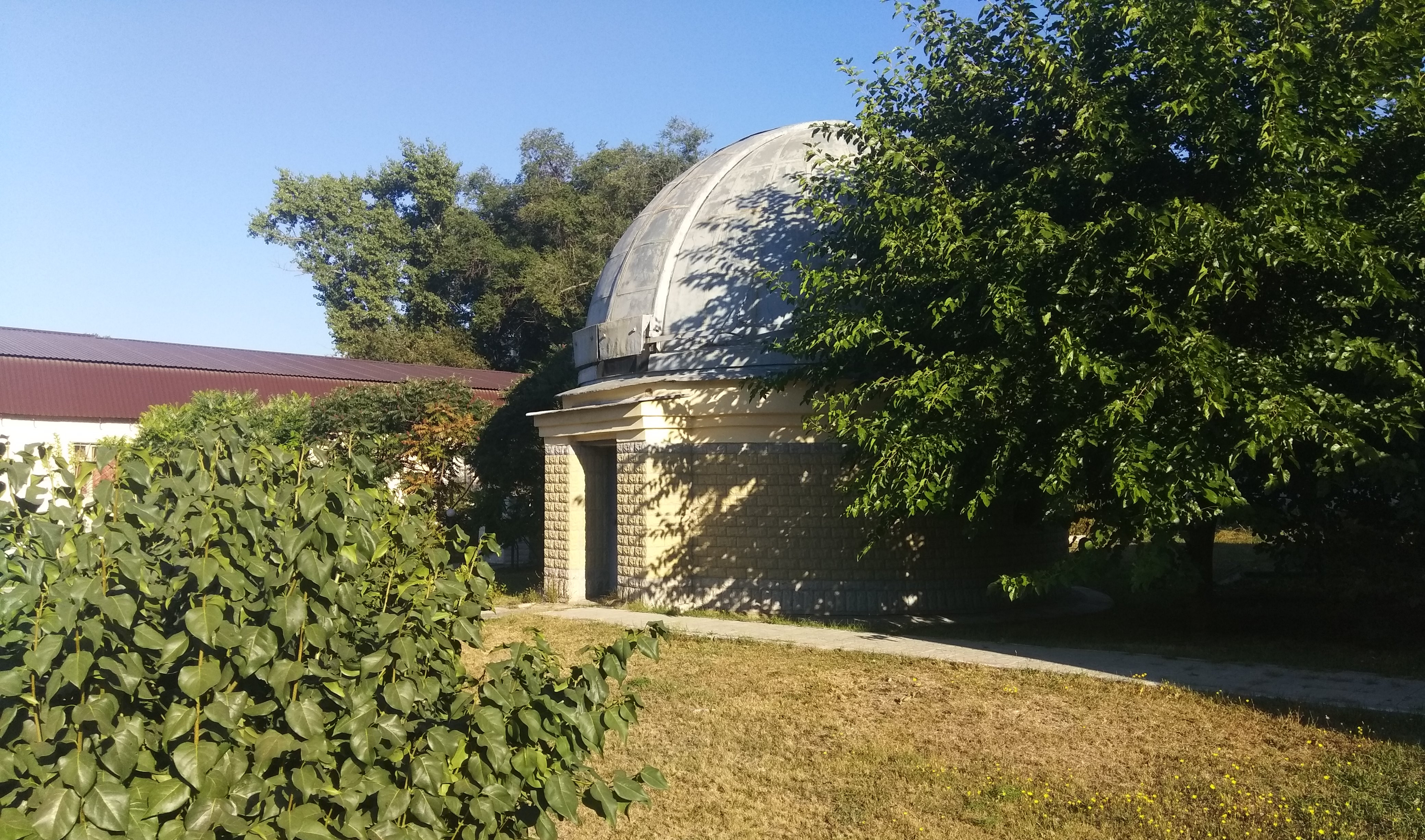
Observatoire de Kharkiv.
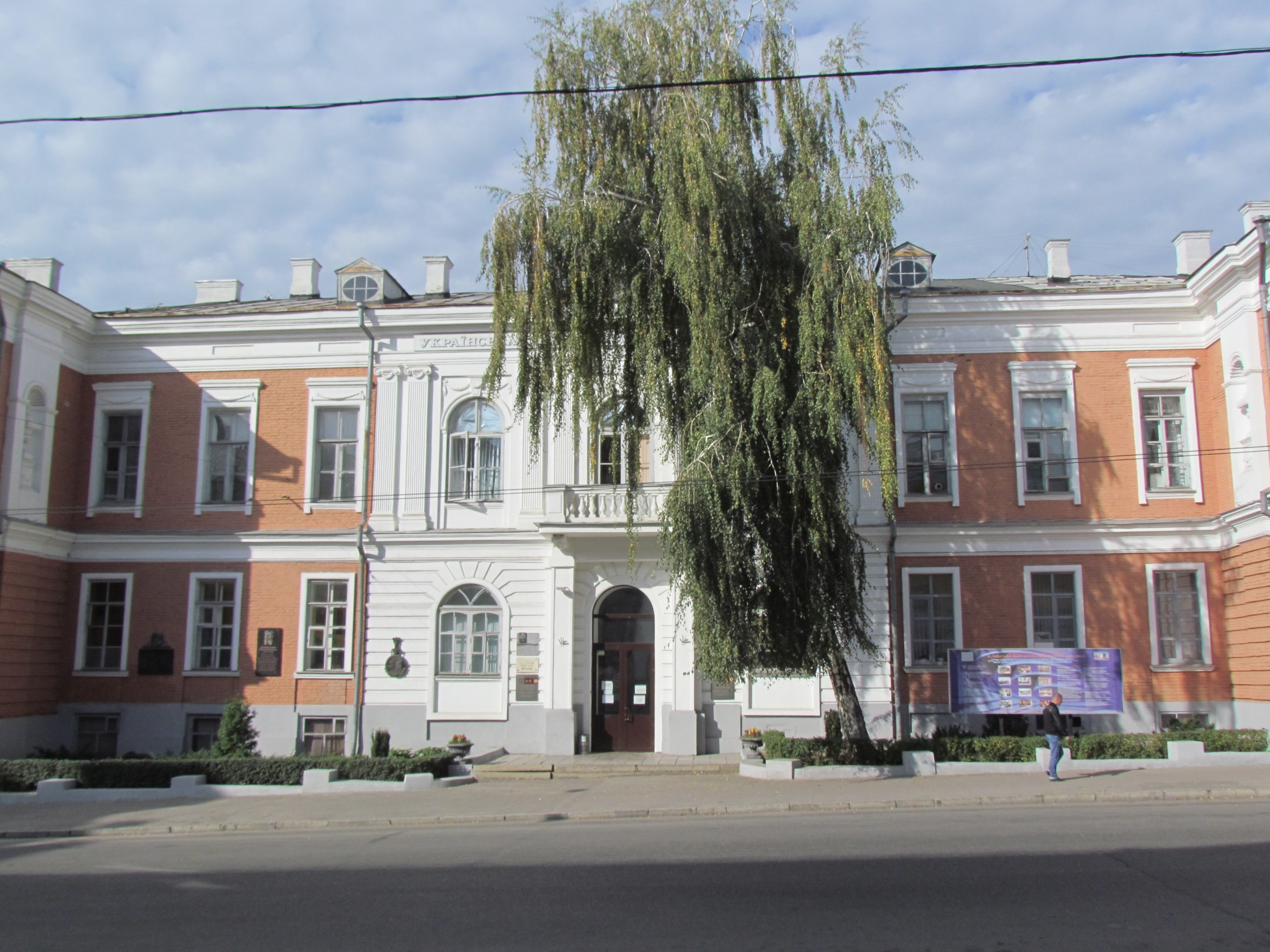
Les anciens bâtiments Place de l'Université classés[10].
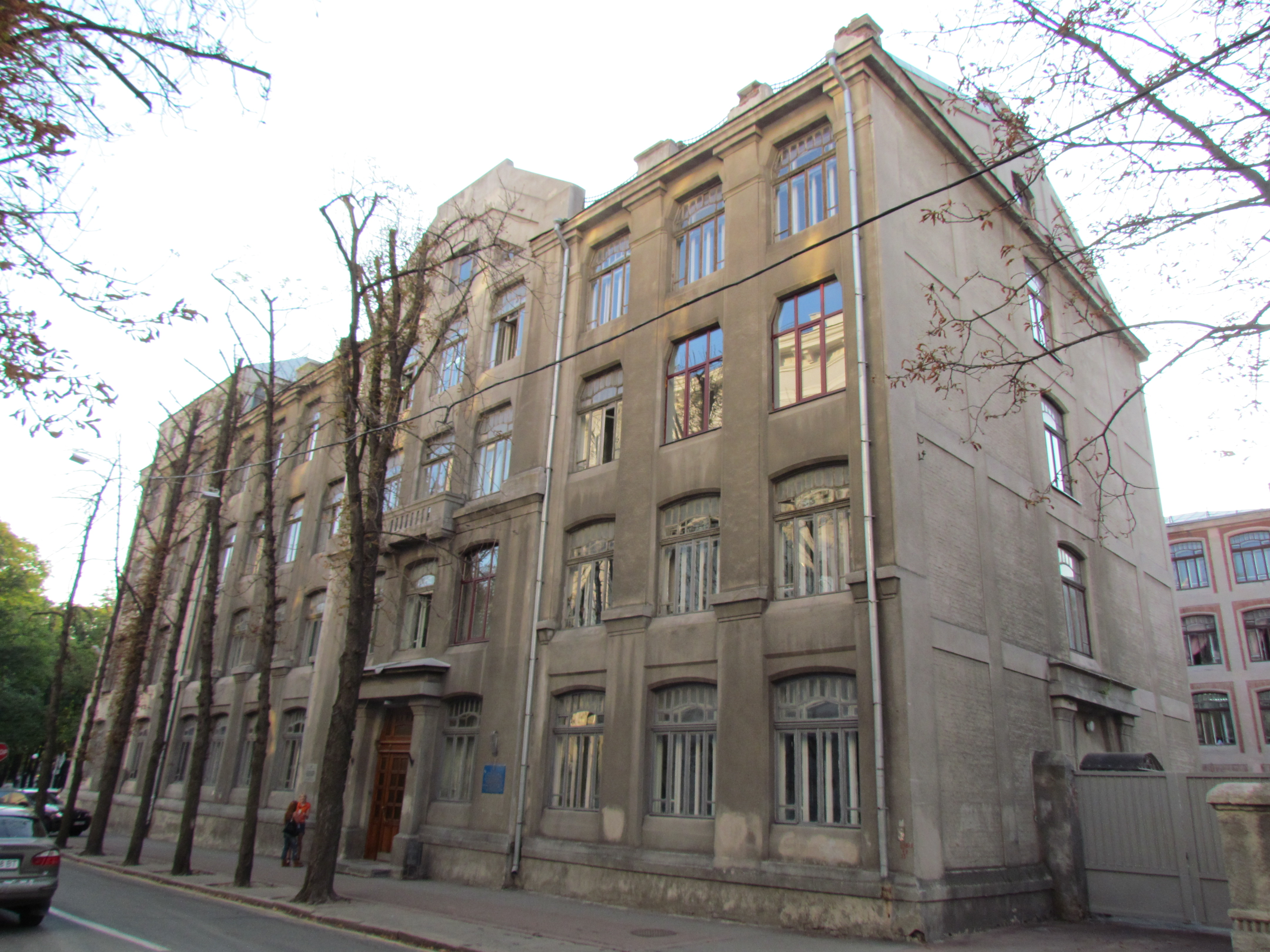
Bâtiment  classés[11].